# Víctor I de Anhalt-Bernburg-Schaumburg-Hoym
El príncipe Víctor I de Anhalt-Bernburg-Schaumburg-Hoym (Schaumburg, 7 de septiembre de 1693 - Schaumburg, 15 de abril de 1772) fue un príncipe alemán de la Casa de Ascania que perteneció a una rama cadete de la casa principesca de Anhalt-Bernburg.
A través de su madre, heredó el Condado de Holzappel y el Señorío de Schaumburg y fundó la rama cadete de Anhalt-Bernburg-Schaumburg-Hoym.

## Biografía
Víctor nació en el Castillo de Schaumburg el 7 de septiembre de 1693 como el hijo mayor del Príncipe Lebrecht de Anhalt-Zeitz-Hoym (hijo de Víctor Amadeo de Anhalt-Bernburg) y de su primera esposa Carlota de Nassau-Schaumburg, heredera del Condado de Holzappel y del Señorío de Schaumburg, como hija de la Condesa Isabel Carlota de Holzappel en su matrimonio con el Príncipe Adolfo de Nassau-Schaumburg.
La muerte de su madre en 1700 hizo a Víctor Amadeo Adolfo el heredero natural de Holzappel y Schaumburg bajo los términos de un contrato entre su abuelo paterno y tocayo, Príncipe Víctor Amadeo de Anhalt-Bernburg, y su abuela materna la Condesa Isabel Carlota. Cuando la Condesa murió en 1707, Víctor Amadeo Adolfo la sucedió como Conde de Holzappel y Schaumburg.
Cuando su padre murió en 1727, Víctor Amadeo Adolfo lo sucedió como "Príncipe de Anhalt-Zeitz-Hoym", pero poco después cambió el nombre de su principado a "Anhalt-Bernburg-Schaumburg-Hoym."

## Matrimonio e hijos

### Primer matrimonio
En Birstein el 22 de noviembre de 1714 Víctor Amadeo Adolfo contrajo matrimonio por primera vez con Carlota Luisa (Büdingen, 31 de julio de 1680 - Schaumburg, 2 de enero de 1739), hija del Conde Guillermo Mauricio de Isenburg-Büdingen-Birstein. Ella era catorce años mayor que él; sin embargo, la unión produjo seis hijos:
1. Victoria Carlota (Schaumburg, 25 de septiembre de 1715 - Schaumburg, 4 de febrero de 1792), desposó el 26 de abril de 1732 al Margrave Federico Cristián de Brandeburgo-Bayreuth. Se divorciaron en 1764.
2. Luisa Amalia (Schaumburg, 10 de octubre de 1717 - Lich, 1 de septiembre de 1721).
3. Lebrecht (Schaumburg, 26 de agosto de 1718 - Schaumburg, 5 de octubre de 1721).
4. Cristián, Príncipe Heredero de Anhalt-Bernburg-Schaumburg-Hoym (Schaumburg, 30 de junio de 1720 - Schaumburg, 13 de abril de 1758).
5. Carlos Luis, Príncipe de Anhalt-Bernburg-Schaumburg-Hoym (Schaumburg, 16 de mayo de 1723 - Schaumburg, 20 de agosto de 1806).
6. Francisco Adolfo (Schaumburg, 7 de julio de 1724 - Halle an der Saale, 22 de abril de 1784).

### Segundo matrimonio
En Pölzig el 14 de febrero de 1740 Víctor Amadeo Adolfo contrajo matrimonio por segunda vez con Eduviges Sofía (Oderberg, 7 de mayo de 1717 - Diez, 21 de febrero de 1795), hija del Conde Wenzel Luis Henckel de Donnersmarck. Los Henckels de Donnersmarck eran una antigua familia de Silesia que solo habían sido elevados al rango de condes; en consecuencia, este matrimonio legalmente era morganático. Con todo, la unión fue considerada igual por el resto de la Casa de Anhalt. Tuvieron seis hijos:
1. Federico, Príncipe de Anhalt-Bernburg-Schaumburg-Hoym (Schaumburg, 29 de noviembre de 1741 - Homburg vor der Höhe, 24 de diciembre de 1812).
2. Sofía Carlota Ernestina (Schaumburg, 3 de abril de 1743 - Birstein, 5 de octubre de 1781), desposó el 20 de septiembre de 1760 a Wolfgang Ernesto II, Príncipe de Isenburg-Birstein.
3. Víctor Amadeo (Schaumburg, 21 de mayo de 1744 - fallecido en acción en Pardakoski, 2 de mayo de 1790).
4. Carlos (n. y m. Schaumburg, 4 de agosto de 1745).
5. Eduviges Augusta (Schaumburg, 6 de mayo de 1747 - Schaumburg, 5 de marzo de 1760).
6. Jorge Augusto (Schaumburg, 6 de noviembre de 1751 - Schaumburg, 29 de octubre de 1754).